# Bernard Rogers
Bernard Rogers (4. februar 1893 i New York City, New York, USA – 24. maj 1968 i Rochester, New York, USA)
Rogers studerede hos Ernest Bloch og Nadia Boulanger. Han var lærer på
Cleveland Institute of Music, The Hartt School og Eastman School of Music.
Han har komponeret 5 symfonier, 5 operaer, orkesterværker, kammermusik,
korværker og sange.

## Værker
- 5 symfonier
- opera
- orkesterværker
- sange